# Griet Hoet
Griet Hoet, née le 12 juin 1978 à Destelbergen en Province de Flandre-Orientale, est une coureuse cycliste handisport belge concourant en B pour les athlètes ayant une déficience visuelle. Elle concourt en tandem avec Anneleen Monsieur.

## Carrière
Aux Jeux paralympiques d'été de 2016, Griet Hoet termine 14e de la course en ligne sur route après que sa chaîne a déraillé trois fois pendant la course.
Lors des Jeux paralympiques d'été de 2020, elle remporte la médaille de bronze du kilomètre sur piste catégorie B avec sa guide Anneleen Monsieur en améliorant d'une seconde son record personnel en 1 min 07 s 943. Quelques jours plus tard, elle est contrainte d'abandonner pendant la course en ligne après une chute. Elle a également pris la 7e place du contre-la-montre sur route et la 4e de la poursuite individuelle. 
En 2022, elle devient membre de la Commission des athlètes du Comité olympique et interfédéral belge.

## Palmarès

### Jeux paralympiques
médaille de bronze du kilomètre (piste) B aux Jeux paralympiques d'été de 2020 à Tokyo